# ITMC MPT-05
L'ITMC MPT-05 est une console de jeux vidéo couleurs 8-bits à cartouches commercialisée en 1980 sur le marché français par l'entreprise ITMC. Elle avait pour but de supplanter les pongs de l'époque. Mais cette console restera dans l'ombre des contemporains Atari 2600 et Videopac. L'ITMC MPT-05 est munie de deux contrôleurs avec 14 boutons dont 2 de tir, et un joystick sur deux axes. L'alimentation est externe (9 V).
L'ITMC MPT-05 est une déclinaison de la console 1292 Advanced Programmable Video System produite par Radofin.

## Cartouches de jeux ITMC MPT-05
Voici quelques jeux ITMC MPT-05 recensés :
- Cassette 60 jeux
- Combat
- Course de chevaux
- Cow boy
- Morpion électronique
- Bataille aérienne et navale
- Tir de chasse
- Course de voitures
- Jeux de cirque
- Morpion
- Flipper électronique
- Capture du drapeau
- Musique et mémoire
- Golf
- Alien invasion
- Spider
- Reversi